# Bacteriofaag

Structuur van een bacteriofaag met staart (onderkant)

Een bacteriofaag of kortweg faag is een klein virus dat alleen een specifieke bacterie infecteert. Net als andere virussen, die bacteriën en eukaryoten besmetten, bestaan ze uit een buitenste eiwitmantel met daarin genetisch materiaal dat bij 95% van de bekende fagen uit DNA bestaat. Dit DNA is tussen 5 en 300 kbp groot. De meeste fagen (95%) hebben een staart die hen toelaat genetisch materiaal in hun gastheer te injecteren. De lengte van een bacteriofaag ligt - inclusief kop en staart - tussen de 4 en 250 nanometer. 
Dat is minder dan de golflengte van zichtbaar licht, waardoor een faag niet met een gewone microscoop zichtbaar is.
In de lijst van virussen staan 200 soorten fagen, waarvan 133 soorten behoren tot de orde Caudovirales.
Toepassingen vinden plaats in de geneeskunde en in de voedingsindustrie.

## Geschiedenis
Fagen werden in 1915 door de Britse bacterioloog Frederick Twort en in 1917 door de Frans-Canadese microbioloog Félix d'Hérelle onafhankelijk van elkaar ontdekt.
In 1915 ontdekte Twort een klein agens dat bacteriën infecteerde en doodde. Hij ging ervan uit dat dit agens een van de volgende zaken moest zijn:
1. een stadium in de levenscyclus van de bacteriën
2. een enzym dat door de bacteriën zelf werd geproduceerd
3. een virus dat op bacteriën groeide en ze vernietigde

Tworts werk werd onderbroken door de Eerste Wereldoorlog en gebrek aan geld.
Onafhankelijk daarvan meldde D'Hérelle, die op het Pasteur-instituut in Parijs werkte, op 3 september 1917 dat hij "een onzichtbare, antagonistische microbe van de dysenteriebacil" had ontdekt. Voor D’Hérelle was er geen twijfel aan wat hij had ontdekt: "In een flits begreep ik het: wat de heldere vlekken had veroorzaakt, was in feite een onzichtbare microbe... een virus dat parasiteert op bacteriën."  D'Hérelle noemde het virus een bacteriofaag (van het Griekse phagein, wat eten betekent). Hij meldde ook een geval van een man die aan dysenterie leed en die genas als gevolg van therapie met bacteriofagen.
In 1923 bestudeerde George Eliava, hoofd van het centraal bacteriologisch laboratorium in Tbilisi in Georgië de cholerabacterie in monsters die hij nam uit de rivier de Mtkvari. Na drie dagen bleek de bacterie verdwenen en Eliava legde de link met de door d’Hérelle ontdekte bacteriofagen. D’Hérelle ging vervolgens met Eliava samenwerken in een nieuw instituut in Tbilisi, dat later ter ere van Eliava naar hem werd genoemd. D’Hérelle behandelde in 1919 met succes een uitbraak van kippentyfus met fagen die hij had geïsoleerd uit de uitwerpselen van kippen. Een jaar later werd de eerste mens met dysenterie met succes behandeld. Binnen een paar jaar hadden de wetenschappers meer dan twaalf fagen gevonden die vele bacteriële infecties konden bestrijden. Niettemin werd Eliava door Stalin tot vijand van het volk uitgeroepen en in 1937 geëxecuteerd. D’Hérelle kreeg na een bezoek aan Parijs in 1935 als ongewenste buitenlander geen visum meer en kon nooit meer terugkeren naar Georgië.
Bacteriofagen werden onderdeel van de reguliere geneeskunde in de sovjetrepubliek Georgië. In de Verenigde Staten was de interesse gewekt van het farmaceutisch bedrijf Eli Lilly, die ze voor de markt ging ontwikkelen. Aanvankelijk waren de resultaten niet overtuigend; onderzoek en productie stopten zodra de antibiotica opkwamen. In de Sovjet-Unie bleef de therapie nog in zwang, en bacteriofagen werden nog regelmatig gebruikt voor wondbehandeling bij Russische soldaten in de Tweede Wereldoorlog. Ook werden zij succesvol ingezet tegen dysenterie en gangreen. Ook na de oorlog hielden Russische wetenschappers nog vast aan deze therapie, maar de Koude Oorlog verhinderde dat de onderzoeksresultaten hiervan het Westen bereikten.
Ondanks de opkomst van de ziekenhuisbacterie ("superbacterie") begon het onderzoek naar bacteriofagen in de Sovjet-Unie te verflauwen en tegen het midden van de jaren zeventig had het Eliava-instituut zijn deuren praktisch gesloten. De onderzoekers bewaarden de faagmonsters in de koelkasten thuis om te voorkomen dat ze verloren zouden gaan. In 1993 werd het instituut gesloten. Aan het begin van de eenentwintigste eeuw is bacteriofaagtherapie alleen nog in zwang in Georgië en in mindere mate ook in Polen. Sinds 2016 is onderzoek en het gebruik van bacteriofagen in opkomst.
In het Westen begon door de opkomst van antibioticaresistente bacteriën de belangstelling voor bacteriofaagtherapie toe te nemen. Een aantal bedrijven werkt momenteel aan de massaproductie van fagen voor commerciële toepassing bij vee. Het bedrijf Intralytix (dat diverse ex-medewerkers van het Eliava-instituut in dienst heeft genomen) heeft in 2006 van de Food and Drug Administration een vergunning gekregen voor het toepassen van de door hen ontwikkelde faag voor de preventie van listeriose bij pluimvee (ListShield).

## Mechanisme
Het virus-DNA wordt in de bacterie geïnjecteerd via de staart van de faag. Door interactie met de bacterie wordt een klepje geopend dat tot decompressie en uitstoting van het DNA aanleiding geeft. Hierbij spelen factoren zoals druk, kracht, oppervlak, ideale veer, veerconstante en osmotische druk een rol.
Fagen infecteren slechts bepaalde doelwitbacteriën, omdat ze de juiste aanhechtingsfactoren en de juiste metabolisme-beïnvloedende eigenschappen moeten hebben.

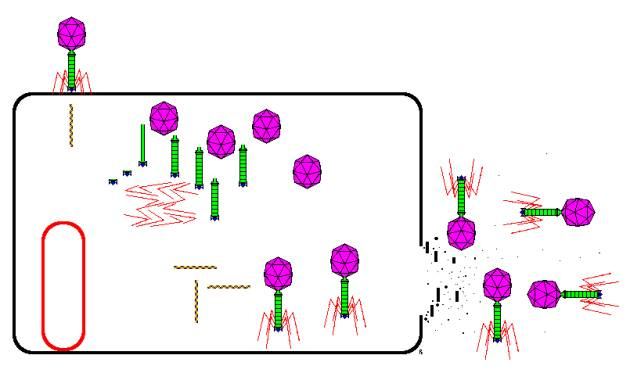
Lytische faagcyclus: De faag injecteert zijn genoom, dat de bacteriecel aanzet tot aanmaak van nieuwe faagonderdelen en uiteindelijk tot samenstellen van nieuwe faagdeeltjes.

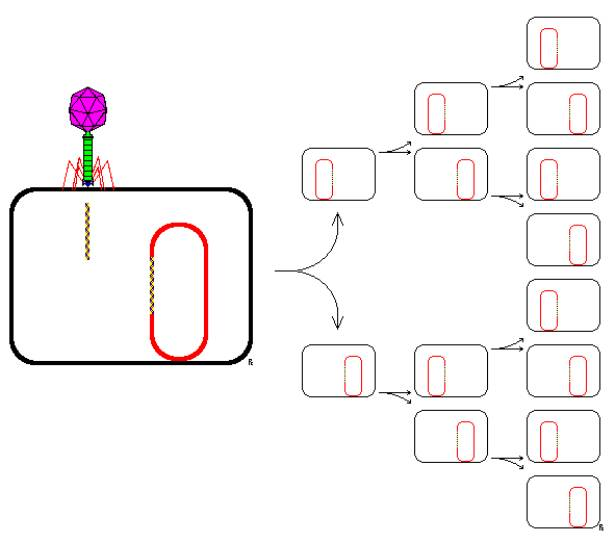
Lysogene faagcyclus: Het geïnjecteerde faaggenoom wordt als een profaag in het bacteriechromosoom ingebracht. Als de bacterie zich vermenigvuldigt, vermeerdert de profaag zich mee.

Afhankelijk van hun vermeerderingscyclus, kunnen fagen in lytische en lysogene worden ingedeeld.
Lytische vermenigvuldigen explosief, waardoor de gastheerbacterie snel barst (lysis), terwijl lysogene fagen zich eerst gaan integreren in het genoom van de bacterie (profaag), waardoor ze bij elke bacterieceldeling mee vermenigvuldigd worden.
Bij stress-omstandigheden voor de bacterie, kunnen de profagen gereactiveerd worden (het mechanisme berust op niet-specifieke signaalstoffen). Een voorbeeld is faag λ van E. coli. Door lysogene conversie kunnen deze profagen de eigenschappen van bacteriën wijzigen. Een bekend voorbeeld is de Vibrio bacteriestam die omgezet wordt in Vibrio cholerae door genen van een faag, zodat ze cholera-toxines produceren en dan pas gevaarlijk worden voor de volksgezondheid.
In de moleculaire biologie worden ze als cloning vector gebruikt om vreemd DNA in bacteriën in te brengen.
Faagdisplay is een methode waarbij producten van grote aantallen genen getest kunnen worden op eiwit-interacties door het inbrengen van deze genenbank in fagen.

## Toepassingen

### Bacteriofagen als alternatief voor antibiotica

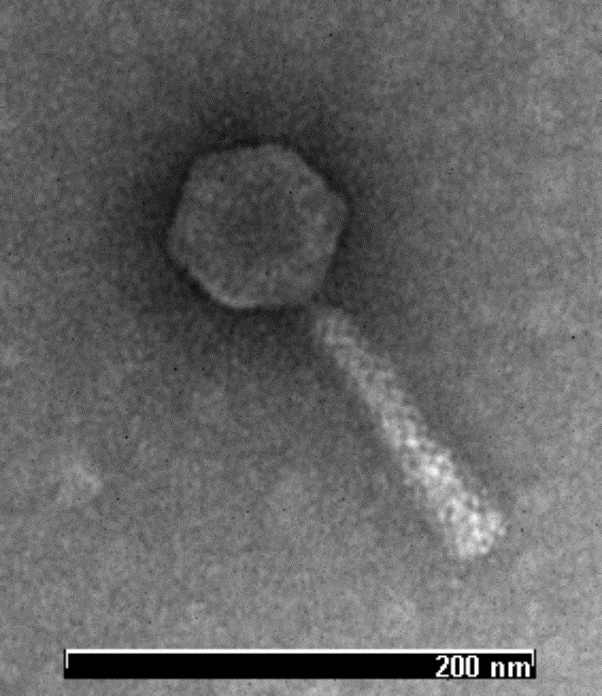
Bacteriofaag: duidelijk te zien zijn het 'hoofdje' met DNA en de 'staart'. Lijnschaal is 200 nm groot.

Faagtherapie wordt gezien als een alternatief voor antibiotica bij het bestrijden van bacteriële infecties.
Het grootste nadeel van bacteriofaagtherapie is dat de bacteriofaag gastheerspecifiek is. Er is bijvoorbeeld één specifieke Escherichia coli bacteriofaag nodig om de E. coli-bacterie te vernietigen. Een arts moet eerst weten welke bacterie de infectie heeft veroorzaakt voordat hij de patiënt kan behandelen. Er bestaat geen "breed spectrum" bacteriofaag, zoals bij antibiotica. Dat nadeel is echter ook een voordeel: alleen die ene bacterie wordt gedood die gevoelig is voor de betreffende faag. Er worden geen andere organismen beschadigd, er worden geen toxines gegeven.
Welke bacteriofaag geschikt is voor een bepaalde bacterie wordt bepaald door kweek in een laboratorium. Standaard wordt met zes bacteriofagen gewerkt. Dit kan binnen drie dagen resultaat opleveren, maar in specifieke gevallen kan er langere tijd overheen gaan, doordat gezocht moet worden binnen de mogelijkheden van de bibliotheek van bacteriofagen naar de geschikte bacteriofaag.
Het grote voordeel van bacteriofagen is hun vermogen tot snelle mutatie, zodat ze even snel als hun gastheer kunnen evolueren. Daardoor bestaat er voor bacteriofagen geen superbacterie die hen te slim af is – in elk geval niet lang – doordat de faag ook blijft muteren totdat hij weer de overhand heeft; dit heet evolutionaire wapenwedloop.

### Behandeling
In de Verenigde Staten, Rusland, Georgië en Polen vindt faagtherapie al lange tijd plaats. In Nederland en België is het geen geregistreerd geneesmiddel, dus mag het niet zonder meer worden toegepast. Pas in uiterste noodzaak kan de Geneesmiddelenwet worden ontweken conform artikel 37 van de Verklaring van Helsinki. Zowel experimenteel onderzoek naar als magistrale bereiding van bacteriofagen is in Nederland in principe mogelijk.
In België werd gebruik van bacteriofagen toegestaan als magistrale bereiding op individueel voorschrift. Het toezicht gebeurt door het federaal voedselagentschap en door Sciensano. Elke faag heeft een eigen paspoort. 
Experimentele behandeling met goed resultaat vond in 2016 plaats in het Erasmusziekenhuis op een Amerikaans-Belgische patiënt en in maart 2017 plaats in het Militair Hospitaal Koningin Astrid in Brussel op een Nederlandse patiënt. Bij beiden kon geen genezing worden bereikt met antibiotica. Det laatste hospitaal leverde in 2019 ook de fagen waarmee een baby tijdens een levertransplantatie genezen werd van multiresistente bloedvergiftiging.

### Ontwikkelingen
In Nederland loopt de ontwikkeling van de fagen achter doordat een faag (levensmechanisme) niet te patenteren is en de farmaceutische industrie mogelijk huiverig is voor investering en ontwikkeling van een fagentherapie. In het laboratorium van de TU-Delft worden echter nieuwe fagen gekweekt. 
In februari 2018 zijn door het Radboudumc onderzoeksvoorstellen ingediend om met wetenschappelijke bewijzen aan te tonen dat de bacteriofaag een geneesmiddel is.
Ook in België vindt ontwikkeling en kweek plaats in het Militair Hospitaal Koningin Astrid in Brussel in samenwerking met het George Eliava Institute en het Eliava Phage Therapy Center in Georgië ten behoeve van patiënten, die zijn uitbehandeld voor therapie met antibiotica, en voor gecontroleerde studies. In 2017 heeft de Belgische minister van Volksgezondheid toestemming gegeven om apotheken in België ook fagen te laten verstrekken.

## Vaak voorkomende fagen

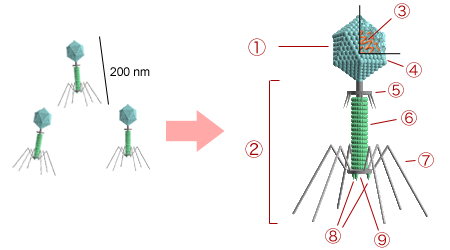
1. kop, 2. staart, 3. nucleïnezuur, 4. eiwitmantel, 5. kraag, 6. schede, 7. staartvezels, 8. grondplaat met stekels

- λ-faag - Lysogeen
- T4-faag
- T7-faag
- R17-faag
- M13-faag - Faagmide

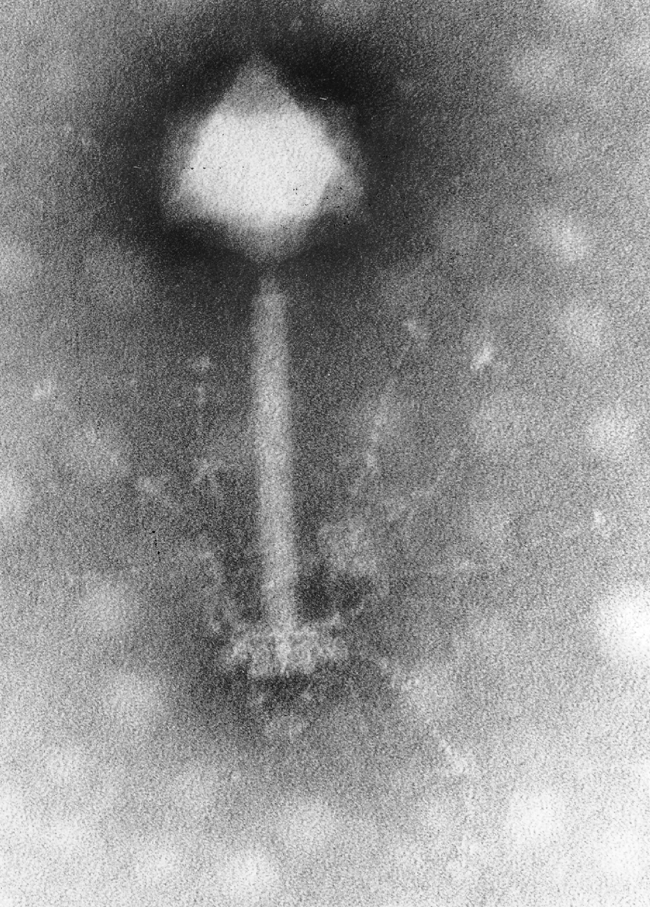
Synechococcus faag S-PM2
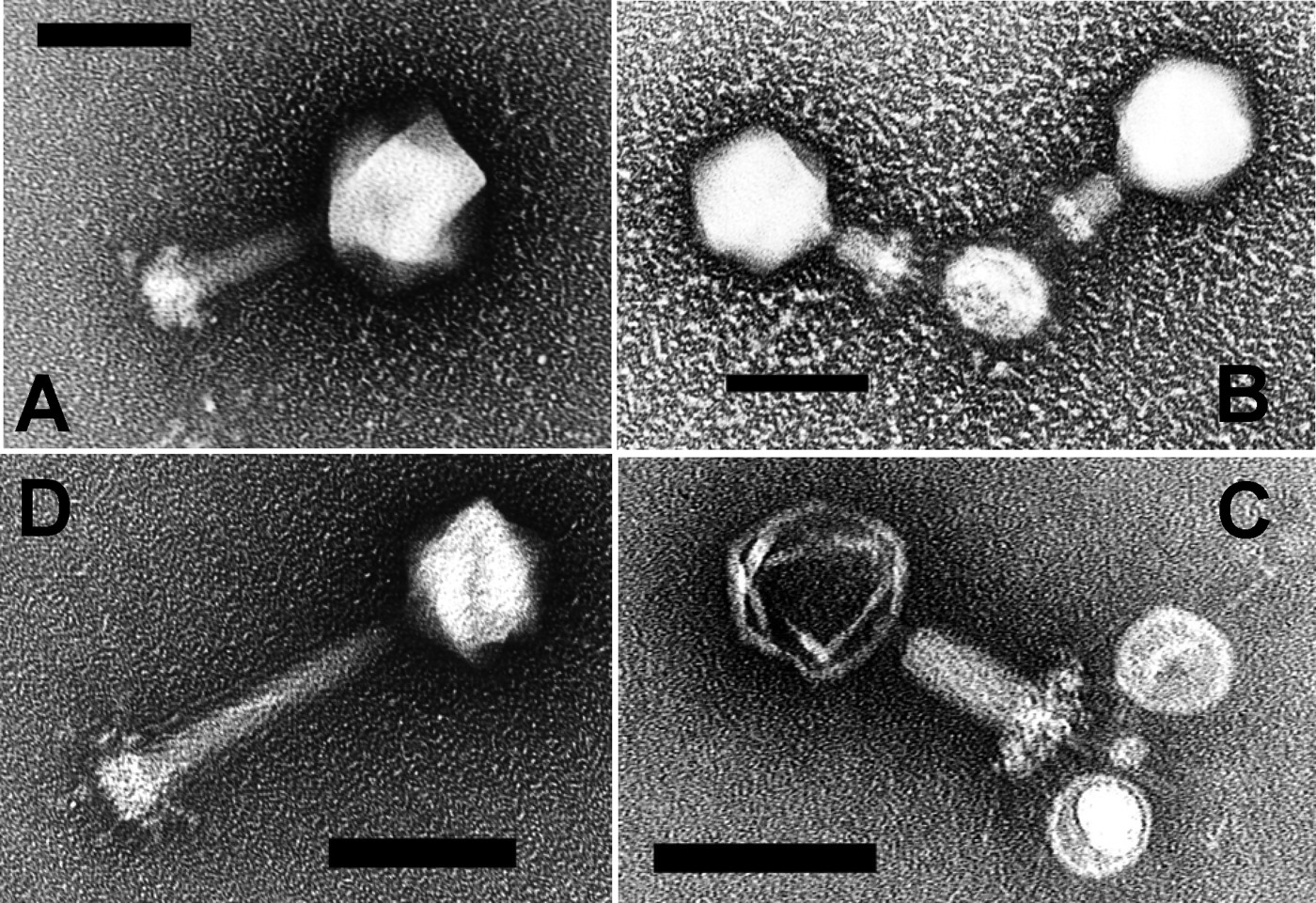
Cyanofagen
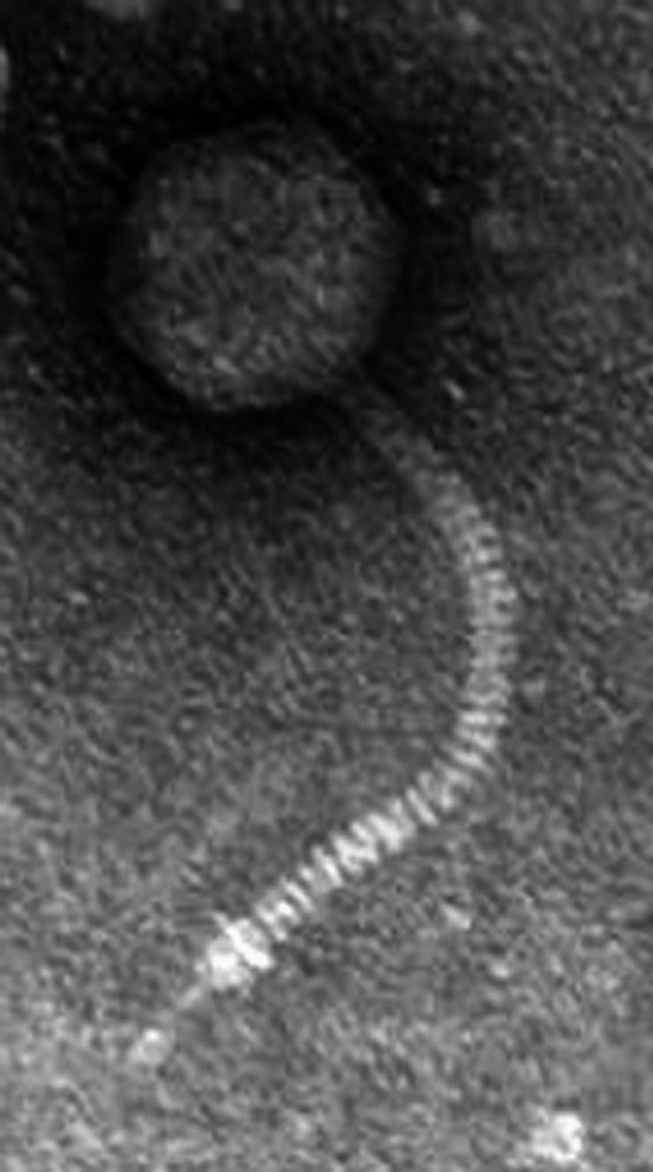
Mycobacteriofaag Bxb1